# 醍醐兼純
醍醐 兼純（だいご かねずみ）は、江戸時代中期の公卿。太政大臣・一条兼香の庶子。右大臣・醍醐兼潔の養子。官位は従三位・権中納言。醍醐家4代当主。

## 経歴
寛延3年（1750年）に叙爵した。宝暦元年（1751年）に未だ男子がなかった醍醐兼潔の養子となるが、ちょうど同じ年に兼潔に実子・冬香が誕生したため、冬香は兼純の養子となった。兼純は冬香が成長するまでのいわゆる中継ぎ的な当主であったと思われる。
宝暦5年（1755年）に従三位・左近衛中将となって公卿に列し、宝暦8年（1758年）には権中納言に任じられたが、同年12歳で早世した。家督は養子の冬香がそのまま継いだ。

## 系譜
- 父：一条兼香（1693-1751）
- 母：不詳
- 養父：醍醐兼潔（1717-1781）
- 妻：不詳
- 養子
  - 男子：醍醐冬香（1752-1772） - 醍醐兼潔の子